# Kap Vahsel
Kap Vahsel ist ein Kap, das die Ostspitze Südgeorgiens bildet.
Der britische Seefahrer und Entdecker James Cook nahm während seiner zweiten Südseereise (1772–1775) eine grobe Kartierung vor. Diese wurde von Teilnehmern der Zweiten Deutschen Antarktisexpedition (1911–1912) unter der Leitung Wilhelm Filchners verfeinert. Filchner benannte das Kap nach Richard Vahsel (1868–1912), dem Kapitän des Expeditionsschiffs Deutschland, der während der Forschungsreise starb.